# علم الآثار الحيوية في الشرق الأدنى

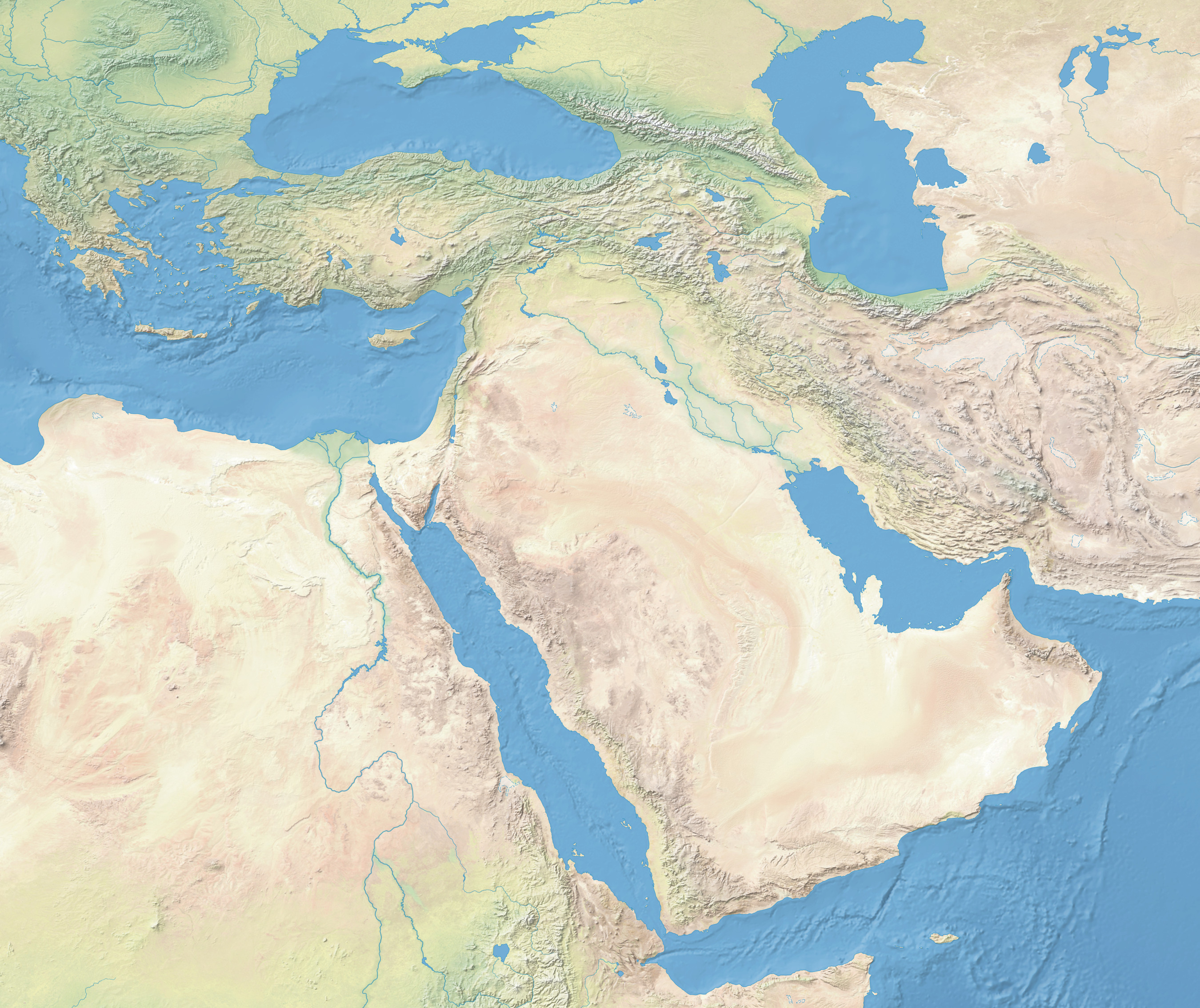
خريطة الشرق الأوسط.

يغطي علم الآثار الحيوية في الشرق الأدنى دراسة بقايا الهياكل العظمية البشرية من المواقع الأثرية في قبرص ومصر وساحل الشام والأردن وتركيا وإيران والمملكة العربية السعودية وقطر والكويت والبحرين والإمارات العربية المتحدة وسلطنة عمان واليمن.
شهدت السنوات الأخيرة مساهمات متزايدة في تطبيق طرق علم الآثار البيولوجية في التحقيق في السكان السابقين في العديد من المناطق حول العالم. كانت الدراسات العظمية البشرية في أوائل القرن العشرين وصفية في الغالب وغالبًا ما أغفلت توليف الروايات البيولوجية والأثرية والتاريخية. فقط في السبعينيات من القرن الماضي، اكتسب علم الآثار الحيوية زخمًا بالتزامن مع تغيير في الأساليب المنهجية التي تحدث في الأنثروبولوجيا البيولوجية. في شرق البحر الأبيض المتوسط، تتجسد هذه الاتجاهات في العمل الأساسي حول ديناميكيات السكان القديمة والصحة من قبل جيه لورانس أنجل، والذي دفع العلماء من خلفيات مختلفة (مثل علماء الآثار، وعلماء الأنثروبولوجيا، ومؤرخو ما قبل التاريخ / المؤرخون، وعلماء الأنثروبولوجيا البيولوجية) للتواصل في تخصصات متعددة. مستوى. أدى هذا إلى تسهيل وتشجيع البحث الذي اعتمد على وجهات نظر مستنيرة للسياق للماضي البشري، على سبيل المثال، بدأ علماء الآثار البيولوجية في تحليل البيانات على مستوى السكان بدلاً من المستوى الفردي، ثم قاموا بدمج نتائجهم في السياق البيئي والتاريخي.
في الشرق الأدنى، شهدت الأبحاث الأثرية الحيوية أيضًا تقدمًا مهمًا حيث يتم استخدام تجميع البيانات الأثرية الحيوية مع خطوط أخرى من الأدلة بشكل منهجي لاستكشاف حياة السكان السابقين في هذه المنطقة الغنية من الناحية الأثرية. غالبًا ما تحدث مثل هذه التطورات في سياقات اجتماعية وسياسية شديدة الصعوبة مثل بعض البلدان (على سبيل المثال سوريا واليمن) تشهدان اضطرابات مدنية وتمران باضطرابات سياسية واسعة النطاق. ومع ذلك، هناك اتجاه نشط لزيادة مشاريع علم الآثار الحيوية وأكثر تكاملاً في الشرق الأدنى، والتي من المتوقع أن تعزز فهمنا للتفاعل غير المتزامن بين التطورات البيئية والاجتماعية والثقافية والسياسية والاقتصادية في المنطقة.

## النشاط (التغيرات التنكسية)

### مصر
تربط الأوتار أو الأربطة العضلات بالعظام من خلال نسيج ضام يُشار إليه باسم الارتكاز. غالبًا ما تُظهر مواقع التعلق العضلي على الهيكل العظمي تغيرات شكلية (تكوين عظم جديد أو ارتشاف عظمي)، والتي تسمى التغيرات الحسية (ECs). يعتمد التعبير عن التغيرات الحسية بشكل كبير على عمر الفرد وكتلة جسمه وعوامل أخرى ؛ ومع ذلك، فقد تم استخدام المجموعات الأوروبية على نطاق واسع في مجال علم الآثار البيولوجية لإعادة بناء أنماط النشاط.
درس أسامة رفاعي، من المركز القومي للبحوث في القاهرة، مجموعتين من المملكة القديمة (2700-2190 ج. قبل الميلاد) في الجيزة التي تنتمي إلى فئتين اقتصاديتين متميزتين: أ) العمال ؛ ب) كبار المسؤولين. تم استخدام موقع المدافن وهندسة المقابر والتحف الجنائزية ونقوش المقابر للتمييز بين الطبقات الاجتماعية والاقتصادية المختلفة. تم استخدام إكس لاختبار أي ارتباط أنها تظهر مع أنماط النشاط والطبقة الاجتماعية. في الواقع، كشف التعبير عن نظام التعليم المبكر بين الطبقتين الاجتماعيتين أن العمال كانوا أكثر نشاطا في الأنشطة المتعلقة بالتوتر. لذلك، من خلال الجمع بين البيانات الجنائزية والأنماط الديموغرافية (العمر والجنس) وأنماط النشاط، تم استخدام إكس بنجاح لاستكشاف تقسيم العمل في مصر القديمة.

## هشاشة العظام

#### تركيا

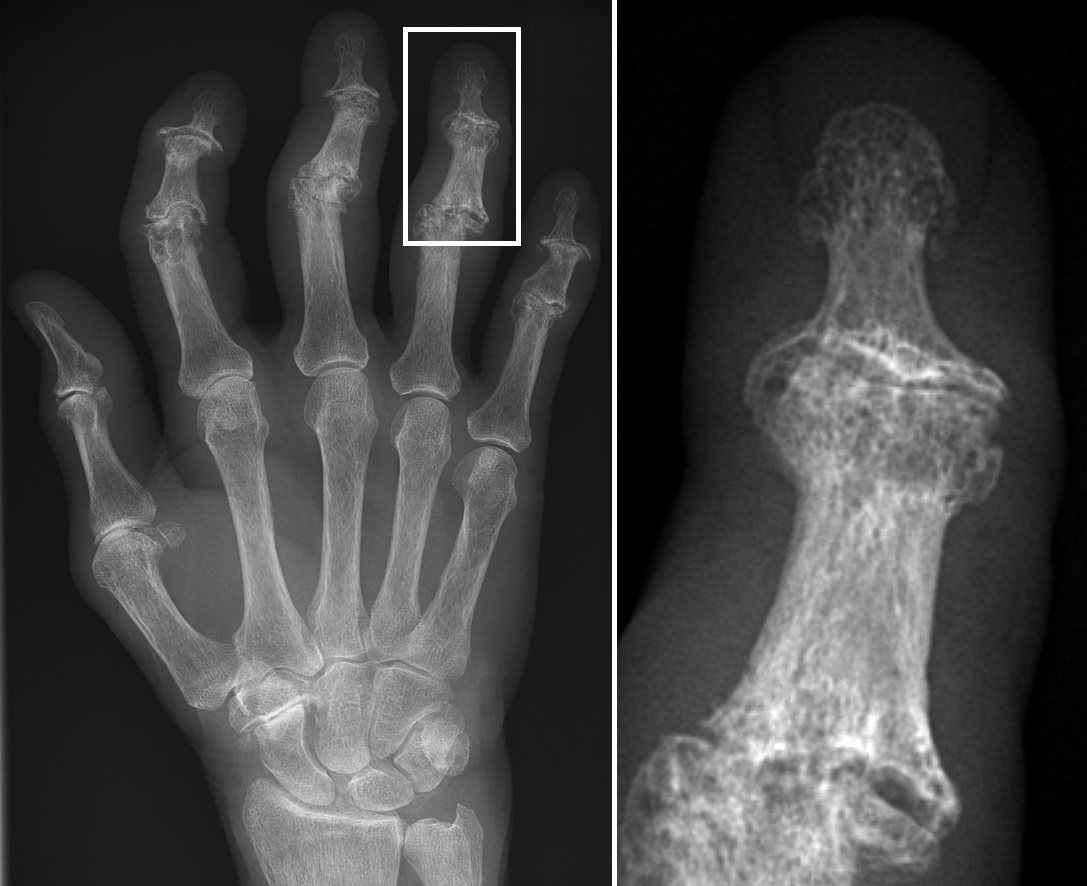
الآفات التآكلية والشفة الحدية المرتبطة بزراعة اليد.

هشاشة العظام (OA) هي أحد أمراض المفاصل التنكسية التي تؤثر على تقاطعات العناصر المفصلية أو المفاصل الزليليّة (مثل الركبة والكتف) وتتميز بتلف الغضروف. هشاشة العظام هي أكثر الأمراض الموثقة شيوعًا الموجودة في البقايا البشرية الأثرية وقد تم استخدامها على نطاق واسع كعلامة نشاط تعكس أنماط النشاط أو المهنة المرتبطة بالإجهاد. تؤثر أيضًا عوامل مثل العمر والجنس وحجم الجسم وغيرها على تعبيره.
استكشفت كاثرين ماركلين من جامعة ولاية أوهايو انتشار هشاشة العظام بين حقبتين رومانيتين (2 - 3 ق. CE) المجموعات الهيكلية المسترجعة من المقابر الجماعية في فيزيركوبرو، تركيا. تمت الإشارة سابقًا من خلال تحليلات السمات غير المترية إلى أن العديد من الأفراد من أحد المقابر الجماعية أظهروا ارتباطًا بيولوجيًا مع بعضهم البعض. من أجل وضع نهج لتقييم السياق الجيني والاجتماعي والتاريخي المحتمل المرتبط بـ OA، كان هدف ماركلين هو اختبار ما إذا كانت مقارنة أنماط توزيع هشاشة العظام المختلفة بين المجموعات العائلية وغير العائلية يمكن أن تشير إلى الارتباط العائلي في فيزيركوبرو. تم اختيار عشرة مفاصل زليليّة للدراسة بين البالغين من الموقع 1 (17 فردًا) والموقع 2 (23 فردًا). لم تجد الدراسة أي بيانات مهمة تشير إلى وجود علاقة بين هشاشة العظام ومجموعة الدفن المختلفة، ولا علاقة بين هشاشة العظام والأفراد المرتبطين بيولوجيًا.

### التهاب المفاصل الشوكي
فحصت ليزلي جريجوريكا وجايمي أولينجر من جامعة ولاية أوهايو التغيرات في ترددات أمراض العمود الفقري التنكسية للفقرات العنقية منذ العصر البرونزي المبكر (3150 - 2300 ج. قبل الميلاد) التجمع الهيكلي لباب الذراع في الأردن. كان الهدف من الدراسة هو تأكيد أو دحض ما إذا كانت الزيادة في الاستقرار في الموقع أدت إلى انخفاض أعباء العمل. أظهر التحليل أن معدل الإصابة بالتهاب المفاصل النخاعي انخفض من 21٪ إلى 13٪ عبر العصر البرونزي المبكر في الموقع. ويعزى هذا الانخفاض بمرور الوقت إلى انخفاض الضغط البدني على الرقبة الناتج عن التغيرات المرتبطة بحمل الأحمال على الرأس. يستمر كلا المؤلفين في اقتراح أن المجموعة شبه المستقرة من EB IA (3150 - 3050 ج. قبل الميلاد) كانوا يمارسون البستنة على نطاق صغير، ولكن لم يتركوا وراءهم بقايا أثرية كبيرة؛ بينما عاشت المجموعة المستقرة المتأخرة من أوائل العصر البرونزي الثاني والثالث (2900 - 2300 قبل الميلاد) في باب الذراع على مدار العام بجوار الحقول والجداول الزراعية، وبالتالي، فإنها تسافر مسافات أقصر لنقل المحاصيل والمياه.

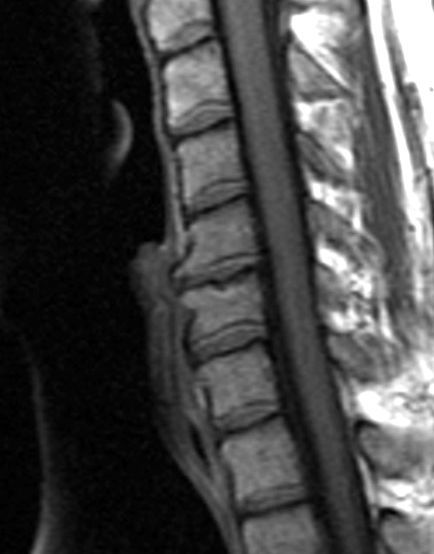
التصوير بالرنين المغناطيسي للعمود الفقري العنقي يظهر الأقراص التنكسية والنتوءات العظمية.

التغييرات التنكسية التي لوحظت على المفاصل الفقرية لا تعتبر هشاشة العظام (OA) بالمعنى الدقيق للكلمة، لأن التهاب المفاصل يؤثر فقط على المفاصل الزليلي، في حين أن المفاصل الفقرية هي برمائيات، أي المفاصل الغضروفية التي تسمح بحركة خفيفة أو قليلة للعناصر المفصلية. ومع ذلك، فإن هشاشة العظام والتهاب المفاصل الشوكي لهما مظاهر متشابهة جدًا وغالبًا ما يتم تجميعهما معًا في الأدبيات البيولوجية الأثرية. أثبتت الدراسات البيولوجية والسريرية أن مظاهر التهاب المفاصل ترتبط بعوامل مثل العمر والجنس وحجم الجسم والإجهاد الميكانيكي والوقوف على قدمين وغيرها. كما هو الحال مع هشاشة العظام، تم استخدام التهاب المفاصل الشوكي تقليديًا في دراسات علم الآثار البيولوجية لاستكشاف جوانب مختلفة من المعايير الاجتماعية والثقافية.

## عقد شمورل

### الأردن

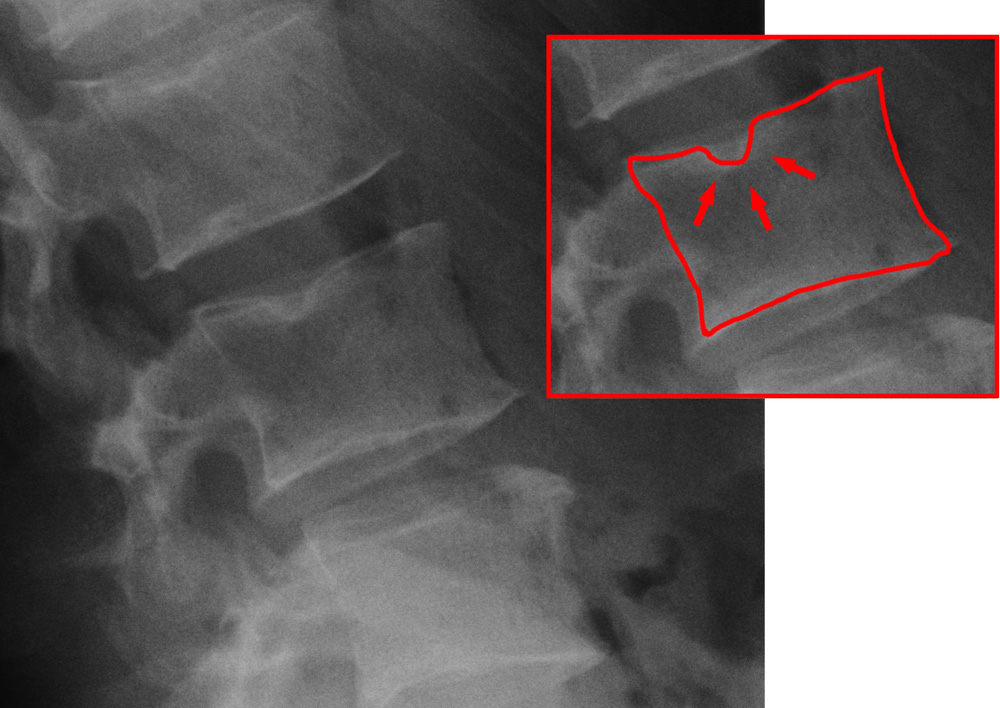
يظهر التصوير بالرنين المغناطيسي للعمود الفقري فتقًا في الأجسام الفقرية بواسطة النواة اللبية.

غالبًا ما تسبب قوى الضغط التي تضغط على العمود الفقري كنتيجة للتحميل الميكانيكي انفتاق القرص. وهذا بدوره يسهل تكوين الآفات الكيسية المشار إليها باسم عقد شمورل على الصفائح الطرفية للفقرات العلوية والسفلية.

### هندسة مقطعية
قامت مجموعة من العلماء المصريين (مشيرة عرفان زكي، أيمن عزب، ولاء يوسف، إسلام يوسف وصال، هالة البسيوني) من المركز القومي للبحوث وجامعة القاهرة بتقييم خصائص الهندسية المقطعية لمجموعتين من الهياكل العظمية المصرية القديمة التي تنتمي إلى فصول علاجية مختلفة تعرض أنشطة اعتيادية متنوعة. تم الحصول على خصائص الهندسية المقطعية للعظام الطويلة (العضد، فيمورا، الظنبوب) لـ 103 من المسؤولين رفيعي المستوى و 71 عاملاً من خلال صور التصوير المقطعي المحوسب. كشف تحليل خصائص CSG أن العمال الذكور لديهم سماكة قشرية أعلى (المزيد من ترسب العظام) لجميع العظام الطويلة. كما قدمت العاملات قيماً أعلى للسمك القشري لعظامهن الطويلة مقارنة بالمسؤولين الكبار. يشير المستوى الأعلى من قوة الهيكل العظمي للعمال (ذكورًا وإناثًا) مقارنةً بالمسؤولين الكبار إلى اختلاف مستويات النشاط وعبء العمل البدني بين الطبقات الاجتماعية المختلفة.

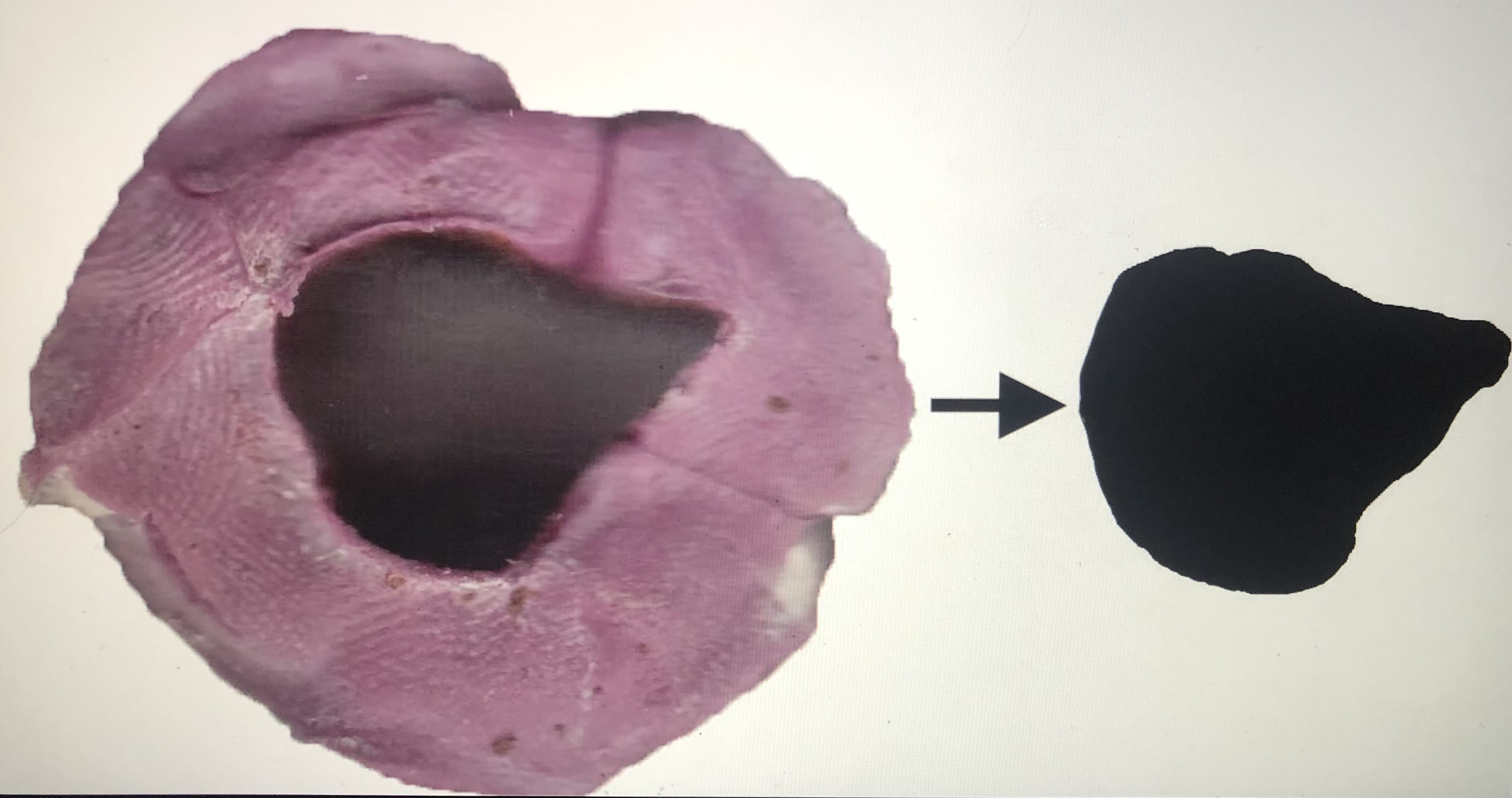
قالب سمحاقي لنصف قطر أيمن قبل وبعد الرقمنة. من المفترض أن يتم تضمين خصائص المقطع العرضي التالية في التحليل: 1) TA (إجمالي مساحة السمحاق الفرعية)؛ 2) Ix و Iy (اللحظات الثانية من المنطقة)؛ 3) Imax و Imin (اللحظات الثانية من المنطقة).

يتكيف الهيكل العظمي، باعتباره نسيجًا حيًا، مع الضغوط عن طريق ترسيب عظام جديدة على طول المحاور التي تتحمل إجهادًا ميكانيكيًا. نتيجة لذلك، يمكن استخدام الخصائص الهندسية المقطعية (CSG) لأغشية العظام الطويلة لاستكشاف تأثير النشاط البدني على المجموعات البشرية المختلفة. تعبر هذه الخصائص عن صلابة أحمال الانحناء المطبقة في اتجاهات مختلفة، فضلاً عن الصلابة لقوى الالتواء والشد.

## صدمة

### قبرص
تنقسم آفات الهيكل العظمي الرضحية إلى كسور وخلع وعمليات جراحية. يمكن أن توفر أبحاث الصدمات في سياق المجموعات البشرية الأثرية رؤى مهمة حول جوانب الحرب الماضية، والعنف داخل المجموعة، ومعدلات الحوادث المهنية. يمكن أن تساعد دراسة الصدمات أيضًا في استكشاف جوانب الرعاية القديمة والدعم الاجتماعي كما يتضح من معرفة الطب القديم.
استكشفت شيري فوكس من جامعة ولاية أريزونا وزملاؤها أنماطًا مؤلمة من مختلف مواقع الكنيسة / البازيليكا المسيحية المبكرة في قبرص: أجيوس جورجيوس هيل، نيقوسيا، كالافاسوس-كوبيترا، ألاسا-أيا مافري، وماروني-بيتريرا. يقع تل أجيوس جورجيوس في الداخل بجوار نهر بديايوس خارج مدينة البندقية المسورة نيقوسيا، بينما تقع بقية المواقع بالقرب من الساحل الجنوبي. كان الهدف من الدراسة هو تحديد أنماط الصدمات بين المواقع الساحلية الأصغر والموقع الداخلي الأكبر. كانت أنماط الصدمات، المنسوبة إلى الاختلافات الديموغرافية، واضحة بين المواقع الداخلية والساحلية، مع انتشار أعلى في الموقع الداخلي لتل أجيوس جورجيوس. كان الاختلاف الثاني هو أن الذكور في تلة أجيوس جورجيوس لديهم ميل أعلى للإصابة بالصدمات في الجزء العلوي من الجسم وأطراف اليد، وقد اقترح أن هذا ناتج عن أسباب تتجاوز المعايير الديموغرافية. يقترح المؤلفون أن عوامل إضافية مثل الاختلافات الثقافية و / أو السلوكية و / أو المهنية، قد تفسر الاختلافات التي لوحظت بين المواقع الداخلية والساحلية.

## صحة الفم

### أمراض الأسنان
سلطنة عمان

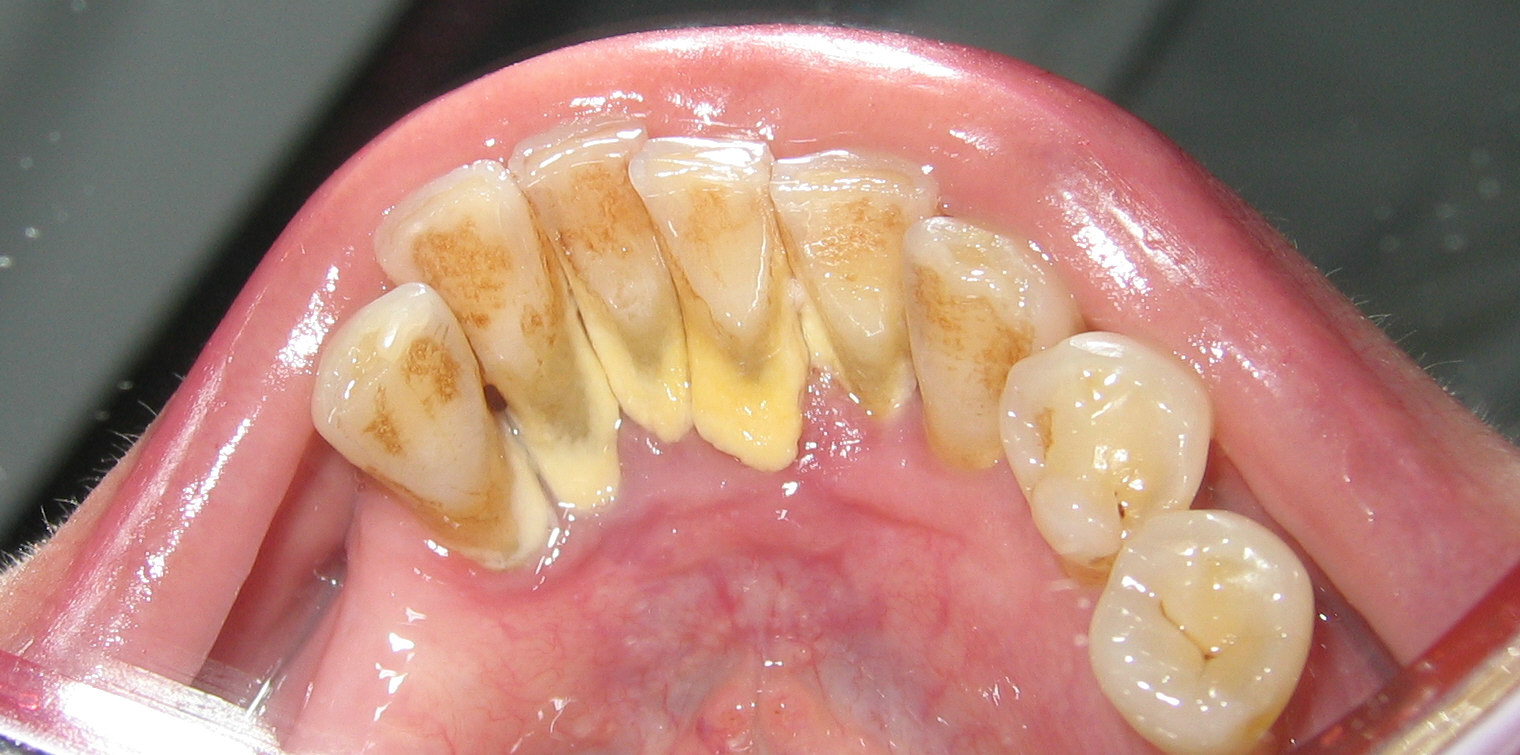
تمثيل فوتوغرافي لحساب التفاضل والتكامل على لسان الأسنان الأمامية للفك السفلي.

نادرًا ما تؤثر التعديلات اللاصقة على الأسنان في السجل الأثري لأن الأسنان تحتوي على نسبة عالية من المواد غير العضوية، وبالتالي فهي توفر سجلات دائمة لمجموعة من الأمراض. أمراض اللثة، الآفات النخرية، التجاويف حول الذروة، التفاضل والتكامل السني، التآكل الشديد للأسنان، وفقدان الأسنان قبل الوفاة (فقدان الأسنان) هي حالات الأسنان التي يتم تسجيلها ودراستها بشكل منهجي في التجمعات الهيكلية الأثرية. تعتبر أمراض الأسنان ذات أهمية خاصة لأنها يمكن أن تقدم دليلًا غير مباشر على نوع النظام الغذائي للشخص أثناء الحياة. علاوة على ذلك، فإن فحص زاوية تآكل الأسنان المرئي على تاج السن قد يساعد في التمييز بين التحولات الغذائية بين البشر (على سبيل المثال التمييز بين الصيادين والمزارعين في وقت لاحق).
قام جريج نيلسون وجون لوكاش من جامعة أوريغون وبول يول من جامعة روبريخت كارلس في هايدلبيرغ في ألمانيا بتحليل فقدان الأسنان وتسوس الأسنان وتآكل الأسنان لدى سبعة وثلاثين فردًا يعود تاريخهم إلى أواخر العصر الحديدي في سلطنة عمان (100) ج. قبل الميلاد - 300 م). كان معدل تسوس الأسنان 35.5٪ ويبدو أن ظهور التسوس في الأضراس الدائمة بدأ بعد فترة وجيزة من الاندفاع. حدث فقدان الأسنان في 100٪ من الفك السفلي المحفوظ مع إعادة تشكيل سنخية كاملة بشكل متكرر. يعزو المؤلفون الأنماط التي لوحظت في الأنظمة الغذائية التي تحتوي على نسبة عالية من الكربوهيدرات القابلة للتخمير، والمعروفة بأنها عالية التسرطن (مثل التمر).

### نقص تنسج المينا الخطي
درست ريبيكا جريفين ودينيس دونلون من جامعة ليفربول وجامعة سيدني بقايا الأسنان لأفراد من العصر الحديدي المبكر (1100 - 900 ج. قبل الميلاد) موقع بيلا في الأردن. كان الهدف من دراستهم هو تحليل وجود نقص تنسج المينا الخطي والحفري، والتحقيق في مسببات نقص تنسج المينا من خلال مقارنة النتائج مع العمر والجنس. تم تحليل 72 سن ذكر و 148 سن أنثى وأظهرت نسب مماثلة في انتشار نقص تنسج المينا. ومع ذلك، أظهر الأحداث معدل انتشار أقل لهذه الحالة من البالغين. عند مقارنة الأنواع المختلفة لنقص تنسج المينا، كان لدى البالغين معدل انتشار أعلى لنقص تنسج المينا الخطي ومصفوفات نقص تنسج مينا الحفرة، ولكن انتشارًا مشابهًا لنقص تنسج مينا حفرة واحدة مثل الأحداث. يقترح المؤلفون أن حدوث أشكال مختلفة من نقص تنسج الدم الذي لوحظ في التجمع الهيكلي من بيلا قد يشير إلى أن نقص تنسج المينا ذو الحفرة الواحدة له مسبب مختلف لنقص تنسج المينا الخطي ونقص تنسج مينا الحفرة.

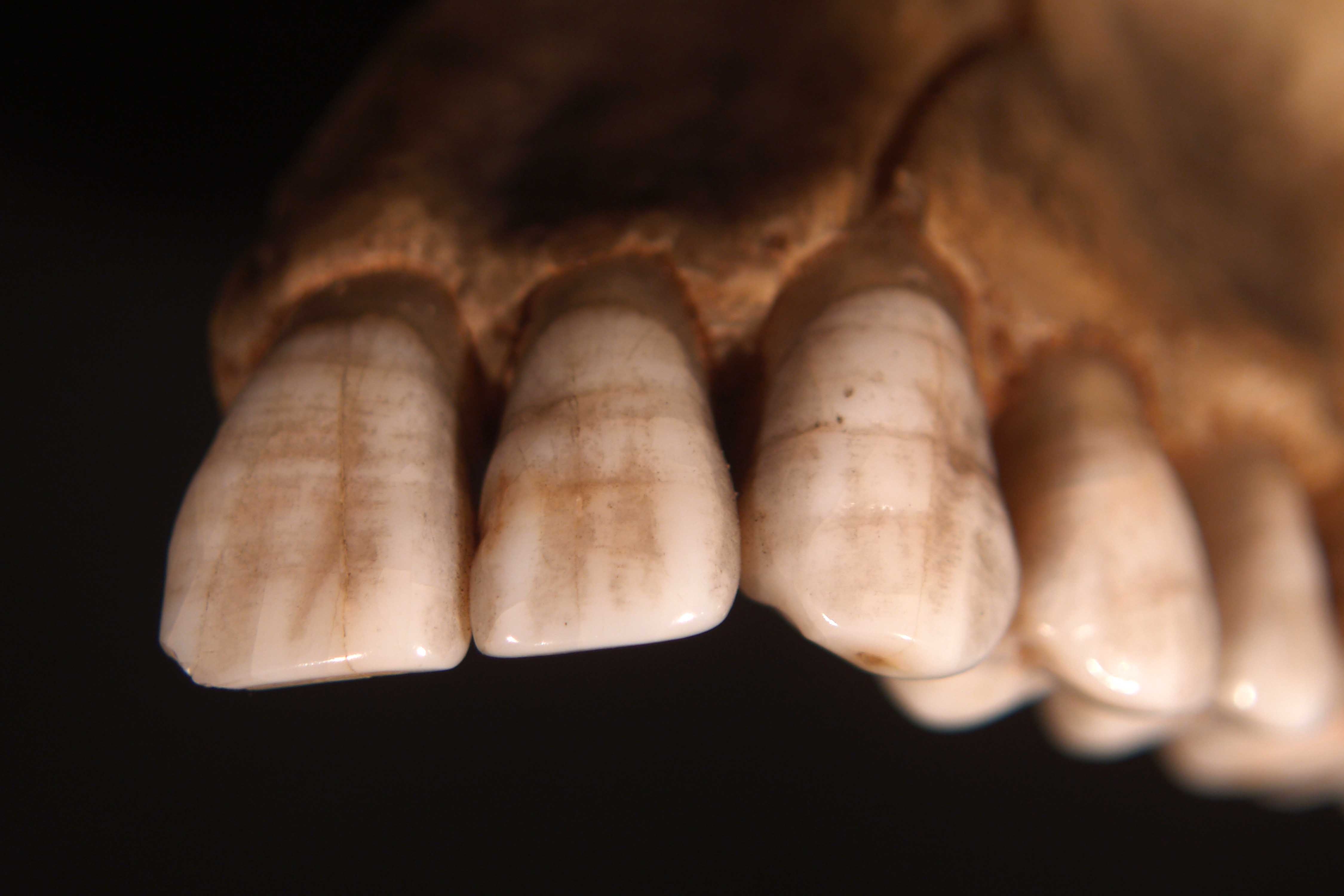
تظهر الأسنان خطوط نقص تنسج المينا، وهي عيوب خطية في المينا تتشكل أثناء تطور التيجان.

إن نقص تنسج المينا الخطي ليس مرضًا بحد ذاته، ولكنه عيب فسيولوجي ناتج عن اضطراب في إفراز المينا أثناء تطور التاج. تكون الحالة مرئية بشكل مجهري على شكل حفر منفصلة أو أخاديد أفقية إلى أخاديد عميقة كبيرة على سطح التاج. المسببات المرضية للحالة متعددة العوامل، ولكن يبدو أنها مؤشر غير محدد للإجهاد الفسيولوجي المرتبط بالضغوط الأيضية، والتشوهات الوراثية، وحمى الطفولة، والعدوى الرئيسية.

## المقاومة الحيوية

### الصفات غير المترية للأسنان
سوريا
تم استخدام السمات غير المترية للأسنان على نطاق واسع في دراسات علم الآثار البيولوجية لأكثر من قرن. يتجلى الاختلاف المورفولوجي في الأسنان من خلال عدة سمات غير متماثلة، وهي متغيرات دقيقة في شكل تاج السن وشكله وعدد الجذور وعدد الأسنان الموجودة. توفر هذه السمات مصدرًا للمعلومات حول الصلات البيولوجية بين السكان و / أو المجموعات الفرعية حيث يتم التحكم في التعبير عنها جزئيًا وراثيًا. لذلك، غالبًا ما تُستخدم دراسات السمات غير المترية للأسنان لتحديد تدفق الجينات وأنماط القرابة وإنشاء أشجار النشوء والتطور للسكان قيد الدراسة.
قام أركاديوش سولتيسياك ومارتا بيالون من جامعة وارسو بتسجيل وتحليل 59 سمة غير مترية للأسنان في 350 هيكلًا عظميًا بشريًا. تم انتشال الهياكل العظمية من ثلاثة مواقع (تل عشتارة وتل مسايخ وجبل مشتعل) في الفرات السفلي، ويرجع تاريخها إلى العصر البرونزي المبكر حتى العصر الإسلامي المبكر (الأموي والعباسي) والعصر الحديث. أشارت النتائج إلى عدم حدوث تدفق جيني كبير في وادي الفرات الأوسط بين الألفية الثالثة قبل الميلاد وأوائل الألفية الثانية بعد الميلاد. ومع ذلك، فإن الغزو المغولي وما تلاه من تهجير كبير للسكان في الأجزاء الشمالية من بلاد ما بين النهرين في القرن الثالث عشر الميلادي. لقد حرضت CE على عدم التجانس الجيني. حدث تغيير سكاني رئيسي آخر في القرن السابع عشر. بعد الميلاد بعد سيطرة القبائل البدوية من شبه الجزيرة العربية على أجزاء كبيرة من بلاد ما بين النهرين.

## علم الأمراض القديمة
سوريا

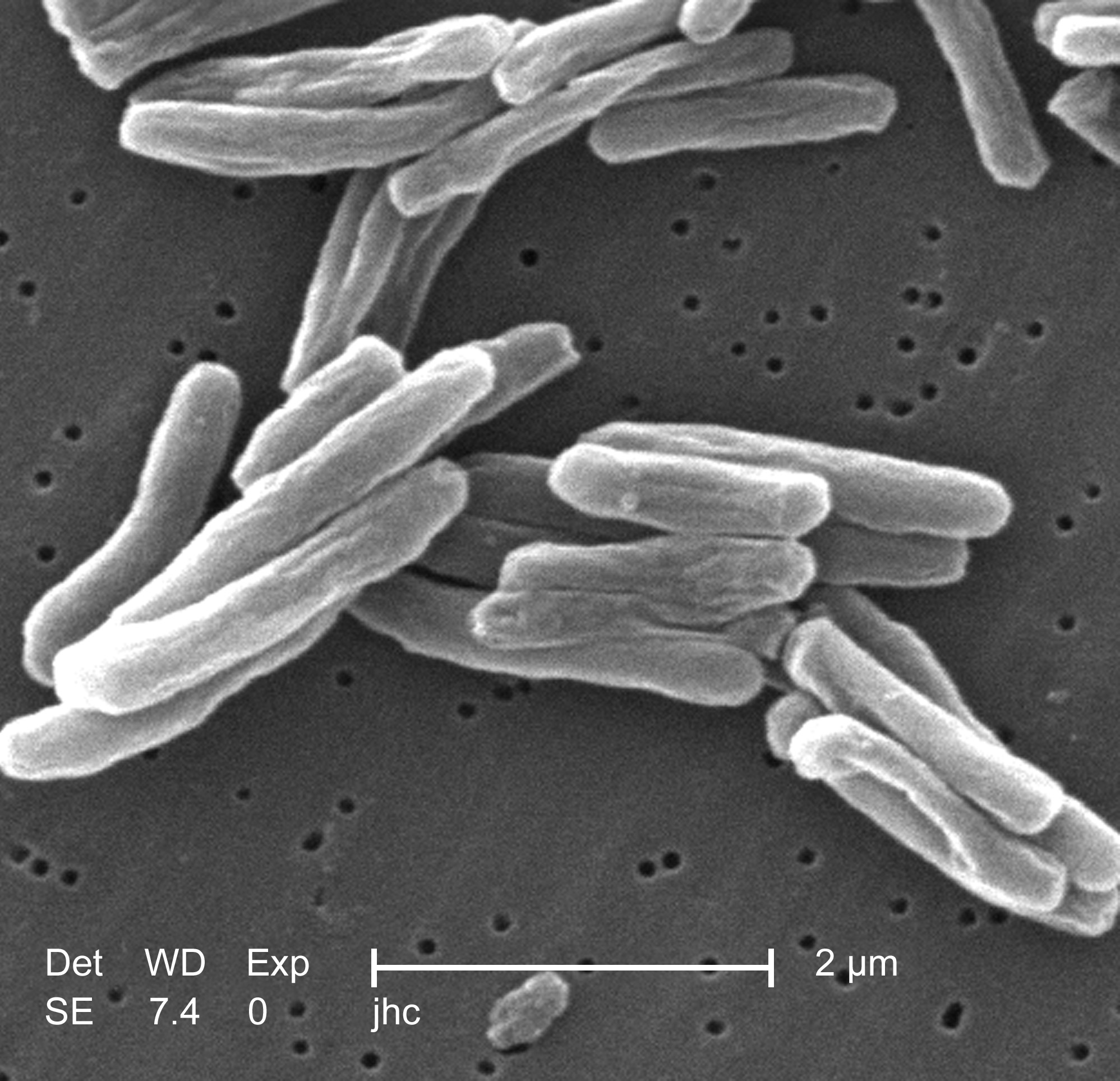
يصور المسح المجهر الإلكتروني (SEM) بعض تفاصيل البنية التحتية التي شوهدت في تكوين جدار الخلية لعدد من بكتيريا السل المتفطرة إيجابية الجرام.

علم الأمراض القديمة هو الدراسة العلمية لعمليات المرض والتقدم عبر الزمن كما يتجلى في بقايا الهيكل العظمي والأنسجة الرخوة المحنطة. يشكل البحث الباثولوجي جزءًا رئيسيًا وهامًا من علم الآثار البيولوجية، حيث يدرس الصحة في السكان السابقين، وتطور الأمراض المختلفة.
قام جاسيك تومشيك وفريق من بولندا والمملكة المتحدة بفحص امرأة تبلغ من العمر 30 إلى 34 عامًا من تل مسايخ في سوريا وحاولوا تشخيص الحالات المرضية المتعددة التي لوحظت على العظام بشكل مختلف. تم تطبيق الطرق المورفولوجية والنسيجية والإشعاعية والجزيئية من أجل تقييم الآفات المرضية. أدى ذلك إلى تحديد بعض الحالات المرضية المحتملة المرتبطة بالتغيرات الملحوظة على العظام. تم تضييق المتفطرة السلية (MTB) والتغيرات الرضحية الخطيرة اللاحقة لعدوى ثانوية في التشخيص التفريقي؛ ومع ذلك، لم يتم الكشف عن المتفطرة السلية في التحليل الجزيئي (الحمض النووي القديم). شدد المؤلفون على المضاعفات المرتبطة بالتشخيص التفريقي للحالات المرضية من بقايا الهياكل العظمية القديمة.

## علم الطب
البحرين
علم التاريخ الحفري، المشتق من الكلمات اليونانية Taphos (الدفن) و nomos (القانون)، هو مصطلح يستخدم حاليًا للإشارة إلى دراسة العمليات الكيميائية والفيزيائية التي تعمل بعد موت الكائن الحي حتى وقت الشفاء. تستخدم الدراسات الأثرية والطب الشرعي طرقًا لتفسير عمليات ما بعد الوفاة التي تغير المظهر المادي أو الحالة الكيميائية لبقايا الهيكل العظمي. تعد التعديلات التي يسببها الإنسان على شريط النقر مفيدة جدًا أيضًا في توفير المعلومات المرتبطة بالممارسات الجنائزية القديمة.
قامت جوديث ليتلتون من الجامعة الوطنية الأسترالية بمسح ودراسة معدلات الحفظ من مختلف مواقع العصر البرونزي في جزيرة البحرين. تشير إلى أن هناك تركيزًا قويًا من قبل العلماء على دراسة طبيعة التقسيم الطبقي الاجتماعي داخل المجتمعات القديمة من خلال ربطها بالممارسات الجنائزية للمدفن الفارغة. عادة، تم قبول فرضية القبور الفارغة عمدا في البحرين دون أي اعتبار لعمليات التحلل والتدمير العادية. يمضي ليتلتون في تسليط الضوء على بعض القضايا التي ينطوي عليها الحفاظ على بقايا الهياكل العظمية البشرية. وتوضح العوامل التالية التي تحدد ما إذا كان سيتم استعادة رفات الهيكل العظمي البشري من المدافن أم لا: 1) علاج الجسم قبل الموت. 2) طريقة الدفن. 3) تحلل الجسم. 4) التأثيرات الكيميائية على العظام. 5) الإجراءات الميكانيكية على العظام. 6) اضطراب في الجسم. 7) أعمال الحفر وما بعد الحفر. أنهت مقالتها باقتراح مراعاة الخطوات المتداخلة بين الدفن في مجتمع قديم والتنقيب الحديث عن ذلك الدفن من خلال تحديد حالة الحفظ؛ سيسمح هذا بالتطبيق السليم والمنهجي لتحليل الجثث.

## مقاييس الشكل الهندسي
العراق
قياس الشكل الهندسي هو تحليل قائم على الشكل يحلل إحداثيات المعالم ويلتقط متغيرات الشكل المتميزة شكليًا، من خلال توفير إمكانية التحكم في تأثير الحجم والموضع والاتجاه، بحيث يمكن تمييز المتغيرات القائمة على التشكل. تستخدم العديد من دراسات علم الآثار الحيوية القياسات الشكلية الهندسية لاستكشاف المقاومة البيولوجية في مختلف المجموعات البشرية حيث تتأثر السمات المورفولوجية التشريحية بالتكيفات التنموية والوظيفية والتطورية.
أجرى فريق ياباني بقيادة ناوميتشي أوغيهارا من جامعة كيوتو تحليلاً ثلاثي الأبعاد لتشكل خمسة وأربعين قحفًا بالغًا تم التنقيب عنها من حوض حمرين والمناطق المجاورة في شمال العراق. كان الهدف هو دراسة الاختلافات الزمنية في الشكل القحفي الوجهي من العصر الحجري النحاسي والعصر البرونزي إلى العصر الإسلامي. كما تم استخدام عشرة قرود يابانية حديثة للبالغين لأغراض المقارنة. أظهرت مجموعات فترة ما قبل الإسلام تباينًا طفيفًا وكانت في الغالب ذات قوقعة ثنائية القحف، بينما كانت المجموعات في الفترة الإسلامية أكثر تنوعًا حيث ظهرت سمات ثنائية القحف وذات شكل قلب. يذكر المؤلفون أن أبحاثهم تخدم كأساس للدراسات المقارنة المستقبلية وفهم أصل سكان بلاد ما بين النهرين والسكان المجاورين لهم.

## تحليل النظائر المستقرة
إيران

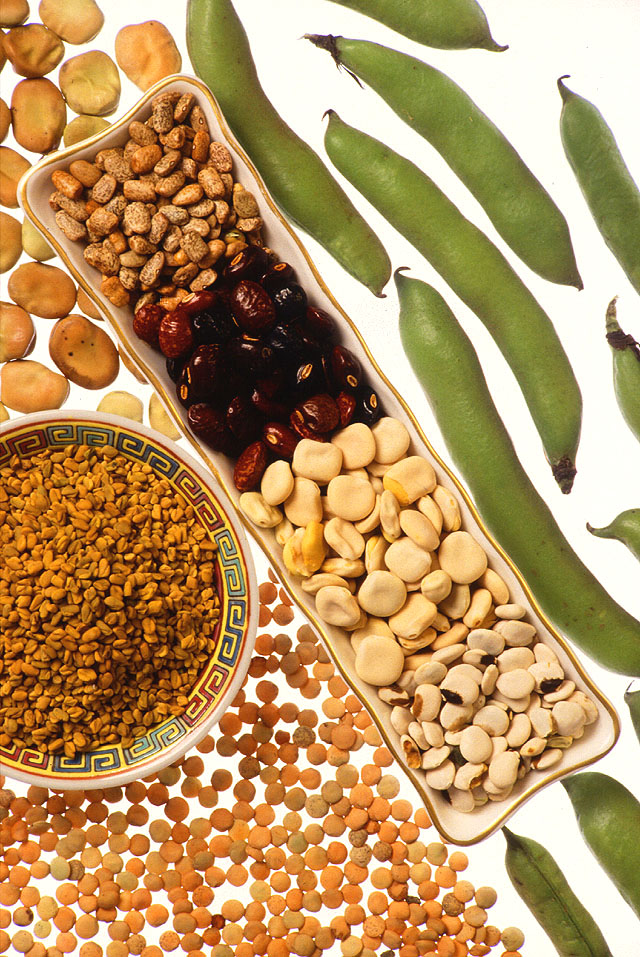
مجموعة مختارة من نباتات C3 المختلفة (البقوليات).

المعرفة حول استراتيجيات الكفاف في العصور القديمة مهمة لفهم الحضارات القديمة. تعكس النظائر المستقرة للكربون والنيتروجين في عظام الإنسان كيمياء النظام الغذائي، وبالتالي فهي توفر معلومات عن ملف الاستهلاك ومقدار الأطعمة المختلفة. تساعد النظائر المستقرة للكربون والنيتروجين على التمييز بين مجموعة متنوعة من المواد الغذائية المستهلكة، وغالبًا ما تصنف الأنظمة الغذائية على أنها عالية أو منخفضة في البروتين المشتق من الحيوانات، أو تمثيل ضوئي ثلاثي الكربون (مثل الأشجار والبقوليات والحبوب) أو تمثيل ضوئي رباعي الكربون (مثل الدخن والذرة) والأسماك- على أساس أم لا.
قامت زهرة أفشارة وفريق من العلماء من جامعة دورهام بتحليل 13 درجة مئوية و 15 نيوتن في كولاجين العظام البشري من 69 هيكلًا عظميًا للذكور والإناث من موقع تيبي حصار. هدفت الدراسة إلى التحقيق في اقتصاد الكفاف والتغيرات الغذائية في التجمعات الهيكلية للعصر النحاسي والعصر البرونزي (الألف الخامس إلى الثاني قبل الميلاد) المسترجعة من الهضبة الإيرانية الوسطى. شهد تيبي حصار انتقالًا في الهياكل الاجتماعية والثقافية والاقتصادية خلال العصر الحجري النحاسي والعصر البرونزي. على هذا النحو، افترض الفريق أن اقتصاد الكفاف والنظام الغذائي للسكان سيتأثران بسبب التحولات الاجتماعية والثقافية والاقتصادية واسعة النطاق. أظهرت النتائج عدم وجود تغيير كبير في النظام الغذائي خلال الفترة قيد الدراسة واقترحت نظامًا غذائيًا مختلطًا يعتمد على النباتات الأرضية C3 والبروتين الحيواني وحصة محدودة من موارد المياه العذبة. لذلك، لم تكن فرضية عمل المؤلفين مدعومة ببيانات النظائر، على الرغم من حدوث تغيير ثقافي ملحوظ في الموقع. يعزو المؤلفون اتساق النظام الغذائي لثلاثة آلاف عام إلى استمرار المناخ المحتمل في المنطقة، وبالتالي الحفاظ على نفس الموارد الغذائية بمرور الوقت.

## علم الوراثة
لبنان

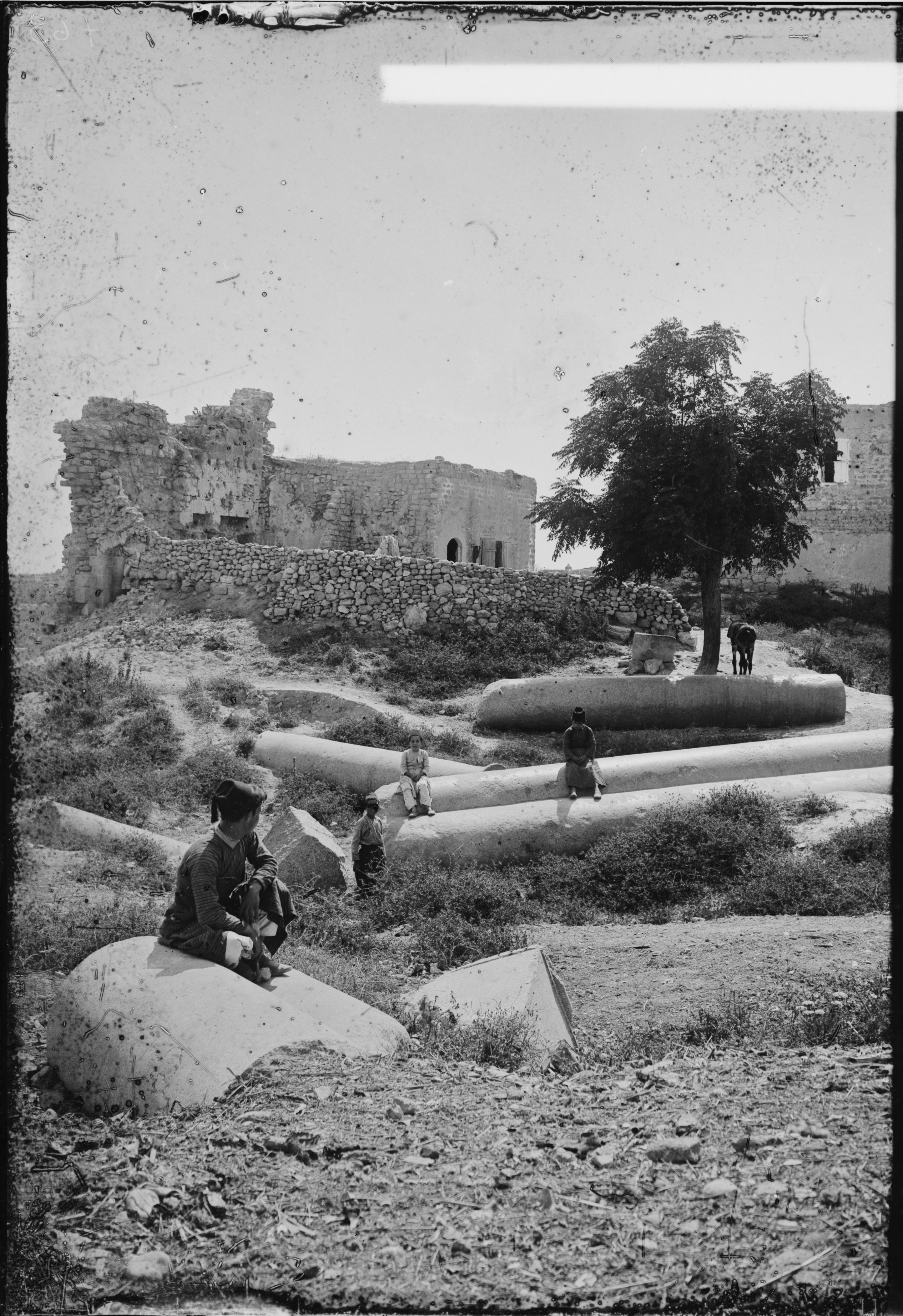
أنقاض الكاتدرائية الصليبية من القرن الثاني عشر الميلادي. م، حيث من المفترض أن دفن الإمبراطور الروماني المقدس فريدريك بربروسا، في مدينة صور جنوب لبنان، تم تصويره بين عامي 1900 و 1920.

تستخدم علم الجينات القديمة، أو دراسة الحمض النووي القديم، تقنيات من البيولوجيا الجزيئية والتطورية للتعامل مع مجموعة من الأسئلة حول أصل السكان وتاريخهم وتطورهم ومسببات الأمراض التي تتطور مع البشر.
قام فريق من علماء الآثار وعلماء الوراثة بقيادة مارك هابر من معهد ويلكوم سانجر في المملكة المتحدة بترتيب تسلسل الجينوم الكامل لـ13 فردًا تم استردادهم من مواقع مختلفة في جميع أنحاء لبنان ومؤرخين بين القرن الثالث والثالث عشر الميلادي. م. من المعروف تاريخياً وأثرياً أن مئات الآلاف من الأوروبيين هاجروا إلى الشرق الأدنى للمشاركة بنشاط في الحروب الصليبية. نتيجة لذلك، استقر العديد من الوافدين الأوروبيين في الدول المسيحية المنشأة حديثًا على طول ساحل شرق البحر الأبيض المتوسط. كان هدف المؤلفين هو تحديد أي اختلاط واستمرارية في التكوين الجيني للمستوطنين الأوروبيين في سكان لبنان الحديثين. بدت المجموعة الأولى المكونة من أربعة أفراد وكأنهم من سكان الشرق الأدنى المحليين منذ أن تجمعوا مع اللبنانيين الحاليين. المجموعة الثانية، تتكون من ثلاثة أفراد، متجمعة مع مجموعات سكانية أوروبية مختلفة (إسبانان وواحد سردينيا). المجموعة الثالثة، المكونة من شخصين، ظهرت في موقع وسيط بين الأوروبيين والشرق الأدنى، متداخلة مع الأناضول من العصر الحجري الحديث، وسكان غرب أوراسيا، واليهود الأشكناز، وجنوب إيطاليا. وهذا يقدم دليلاً مباشراً على الاختلاط بين الصليبيين والسكان المحليين. ومع ذلك، يشير المؤلفان إلى أن هذه الخلطات لها عواقب وراثية محدودة لأن إشارات الاختلاط مع الأوروبيين ليست مهمة في أي مجموعة عرقية لبنانية حديثة.